# Indelibly Stamped
| Recensione                        | Giudizio   |
| --------------------------------- | ---------- |
| AllMusic                          | [ 1 ]      |
| Progarchives.com                  | [ 2 ]      |
| The New Rolling Stone Album Guide | [ 3 ]      |
| Sputnikmusic                      | 2.9 (Good) |
| Ondarock                          | [ 5 ]      |
| Dizionario del Pop-Rock           | [ 6 ]      |
| 24.000 dischi                     | [ 7 ]      |

Indelibly Stamped è il secondo album progressive rock dei Supertramp, uscito nel giugno del 1971. 
Come il primo disco, anche questo non ha avuto successo. La fotografia in copertina ritrae una giovane donna, Marion Hollier, pagata 45 sterline per mettersi in posa, che dichiarò: "non ero molto felice di posare a seno nudo ma le 45 sterline mi hanno fatto decidere". Alcune edizioni hanno la copertina a colori, come in Nord America, dove uscì nel 1976.

## Tracce
Lato A
1. Your Poppa Don't Mind – 2:58 (Rick Davies)
2. Travelled – 4:15 (Roger Hodgson)
3. Rosie Had Everything Planned – 2:58 (Roger Hodgson, Frank Farrell)
4. Remember – 4:00 (Rick Davies, Roger Hodgson)
5. Forever – 5:00 (Rick Davies)

Lato B
1. Potter – 2:23 (Roger Hodgson, Rick Davies)
2. Coming Home to See You – 4:39 (Rick Davies)
3. Times Have Changed – 3:42 (Rick Davies, Roger Hodgson)
4. Friend in Need – 2:08 (Rick Davies, Roger Hodgson)
5. Aries – 7:25 (Roger Hodgson)

## Formazione
- Roger Hodgson - chitarra acustica, chitarra solista, basso, voce
- Frank Farrell - basso, piano, accordion, armonie vocali
- Rick Davies - tastiere, armonica, voce
- Kevin Currie - percussioni
- Dave Winthrop - flauti, sassofoni, voce

Produzione
- Supertramp - produttori
- Registrazioni effettuate nel marzo e aprile del 1971 al Olympic Studios di Londra (Inghilterra)
- Bob Hall - ingegnere delle registrazioni
- Rufus Cartwright - secondo ingegnere delle registrazioni (tape operator)
- Bob Hook - design album
- Keith Morris - fotografie esterno copertina album
- Mike Coles - fotografia interno copertina album[11]